# Elativ
Der Elativ (von lateinisch efferre „herausholen, herausheben“) ist eine Steigerungsform des Adjektivs. Er ist im Deutschen entweder formal mit dem Superlativ identisch oder wird mittels Vorsilben oder einer dem Adjektiv vorangestellten Gradpartikel gebildet. Mit dem auch absoluter Superlativ genannten Elativ wird außerhalb eines Vergleichs ein sehr hoher Grad angezeigt, während der relative Superlativ das Beschriebene im Vergleich zu anderen heraushebt.
- Relativer Superlativ oder Superlativ im engen Sinne: „Wir arbeiten mit den modernsten Maschinen ihrer Art.“ (vergleichend)
- Absoluter Superlativ oder Elativ: „Wir arbeiten mit modernsten Maschinen.“ (Unabhängig von anderen Maschinen sind die Maschinen herausragend.)
- Elativ (Partikel): „Wir arbeiten mit extrem modernen Maschinen.“
- Elativ (Präfix): „Wir arbeiten mit hochmodernen Maschinen.“

Oft erscheinen bei den beiden letzten Formen lokalen Dialekten oder Soziolekten entsprungene Wörter. Präfixe wie erz-, schwer-, super-, mega-, ur-, end-, ober- werden zur Bildung von beispielsweise erzkonservativ, schwerreich, superschnell, megavoll, urkomisch, endgeil und oberfaul herangezogen. Entsprechende Intensivpartikeln sind sehr, konkret, voll, fett, krass, übel, derbe, hammer, übertrieben, arg.
Auch Superlativformen ohne Endungen wie höchst, herzlichst gelten als Elative, dürfen aber nicht mit dem Hyperlativ verwechselt werden.
Beispiele für Elative sind: beim besten Willen, beim leisesten Anzeichen, gütigst, in tiefster Trauer, mit freundlichsten Grüßen, zu unserer vollsten Zufriedenheit. Hingegen ist in keinster Weise streng genommen kein Elativ, da das Wort kein kein Adjektiv, sondern ein Indefinitpronomen ist; kein ist daher nicht steigerbar. Diese eher umgangssprachliche Floskel ist daher umstritten. Laut der Sprachkolumne Zwiebelfisch sei eine Steigerung von kein logisch gedacht nicht möglich, stilistisch aber doch, da der Elativ außer Konkurrenz verwendet werde, also ohne einen wirklichen Vergleich anzustellen.
Der Elativ ist auch im Arabischen geläufig. Es werden mit seiner Hilfe Komparativ und Superlativ ausgedrückt.